# Clarkson (Nebraska)
Pour les articles homonymes, voir Clarkson.
Clarkson est une ville américaine située dans le Comté de Colfax, au Nebraska. Selon le recensement de 2010, sa population est de 658 habitants.